# Selling England by the Pound
Selling England by the Pound este al cincilea album de studio al trupei  Genesis. S-a clasat pe locul 3 în topurile britanice și pe 70 în cele americane. Albumul conține piese reprezentative, cum ar fi Firth of Fifth sau I Know What I Like, ce au devenit cu timpul melodii ce nu lipseau din niciun concert. Ultima dintre ele a devenit un single, și s-a clasat pe locul 21 în topurile britanice. Este considerat unul dintre cele mai bune albume de rock progresiv.